# Церковь Воскресения Христова (Старая Хотча)
Церковь Воскресения Христова (Воскресенская церковь, также церковь Воскресения Словущего) — церковь Русской православной церкви в деревне Старая Хотча Талдомского района (с 2018 года — Талдомский городской округ) Московской области.
Является объектом культурного наследия регионального значения (Постановление Правительства Московской области от 15.03.2002 г. № 84/9).

## История
В Кашинской переписной книге за 1628—1630 годы написано «…за князем Олексеем Селеховским в вотчине… село, что прежде была пустошь Хотча, а в нём церковь… Николая древяна верх шатров». В 1739 году в селе Хотча указана уже церковь в честь Вознесения Господня. А в 1796 году упоминаются два близко расположенных села с названием Хотча. В первом из них существовала деревянная Никольская церковь, во втором — каменная церковь Воскресения с приделом в честь Казанской иконы Божией Матери, построенная в 1774 году. В церковном приходе было 126 дворов и 1009 жителей.
Новая большая кирпичная четырёхстолпная пятикупольная церковь Воскресения Христова с боковыми портиками (с двумя парами колонн), трапезной и колокольней, в стиле классицизма, была построена в 1828 году. Было в ней пять приделов: Казанской Божией Матери, преподобныхх Сергия Радонежского и Макария Калязинского чудотворца, а также Святителя Николая и Святого Благоверного Князя Александра Невского.

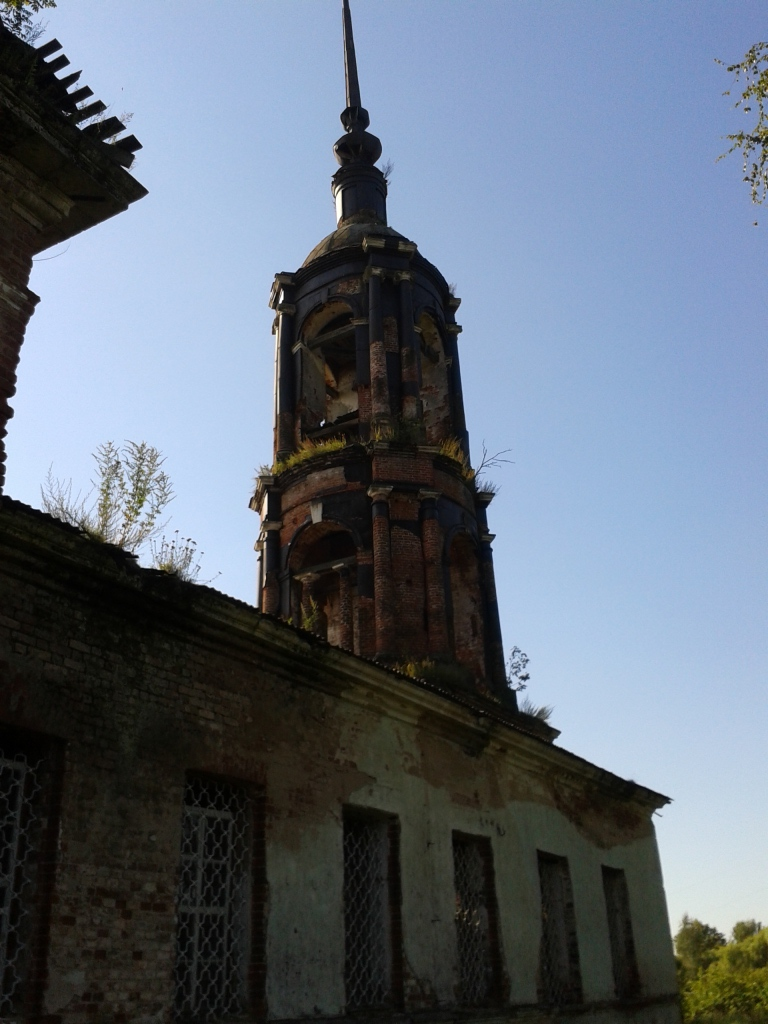
Вид трапезной и колокольни, 2015 год

Храм пережил Октябрьскую революцию, но был закрыт в 1930-х годах во время советского гонения на церковь. Были сломаны его купола, во время Великой Отечественной войны разрушились своды трапезной. В 1960-х годах над трапезной было сделано шиферное покрытие, и до 1980-х годов здание церкви использовалась под колхозный склад минеральных удобрений. Затем в течение десятилетия она находилась в заброшенном состоянии.
Верующим храм вернули после распада СССР, в 1997 году. До настоящего времени капитальный ремонт церкви не начат. Храм восстанавливается на средства, собранные благотворительным фондом Московской епархии по восстановлению порушенных святынь. Церковь действующая, внутри неё обустроен импровизированный маленький алтарь. Настоятелем церкви Воскресения Христова является иерей Дионисий Владимирович Махов.